# DSB R (I)
Die Baureihe R (I) ist eine für die Dänischen Staatsbahnen (DSB) gebaute Zweizylinder-Schlepptenderdampflokomotiv-Baureihe für den Personenverkehr.
Diese Baureihe wurde von den DSB 1912 und 1913 von Borsig in Berlin sowie 1917 von der Schweizerischen Lokomotiv- und Maschinenfabrik (SLM) mit insgesamt 20 Stück beschafft und zwischen 1958 und 1978 ausgemustert. Die 12 Borsig-Exemplare erhielten die Betriebsnummern R 934 bis R 945, die von SLM gelieferten acht Lokomotiven die Betriebsnummern R 946 bis R 953.

## Geschichte

### Entwicklung
Die Baureihe R (I) löste die Maschinen des Typs P (II) mit den Nummern 901–933 ab, die von 1907 bis 1910 unter der Verantwortung von Maschinendirektor Otto Frederik August Busse (1850–1933) gebaut worden waren. Die neue Baureihe war speziell für den höherwertigen Reisezugverkehr auf den steigungsreichen Hauptstrecken in Jütland und auf Fünen ausgelegt.
Die Anschaffung der Baureihe oblag dem neuen Maschinendirektor Axel Floor (1880–1931), der im Unterschied zu seinem Vorgänger nicht nur die Spezifikation ausarbeitete. Er erstellte die Bauzeichnungen und kontrollierte die Laufeigenschaften der ersten beiden Lokomotiven auf der Berliner Ringbahn und später auf dänischen Strecken. Insgesamt wurden bei Borsig von dieser Ausführung zwölf Fahrzeuge bestellt. Die erste Maschine kostete 86.676 Kronen. Eine weitere Serie von acht Loks konnte kriegsbedingt nicht in Deutschland realisiert werden. Der Auftrag ging deshalb an die Schweizerische Lokomotiv- und Maschinenfabrik in Winterthur, konnte jedoch erst ab März 1918 ausgeliefert werden.
Nach dem Ersten Weltkrieg wurden von dieser Baureihe, die sich als sehr zuverlässig und stark erwies, weitere Fahrzeuge benötigt. Als einziger Schwachpunkt wurde ein unruhiger Lauf mit hohem Verschleiß an Gestänge und Oberbau festgestellt. Oberingenieur August Meister von Borsig, der für die preußische P 10 verantwortlich zeichnete, empfahl den Einbau eines dritten Zylinders. Aus diesen Überlegungen entstand die neue Baureihe R (II).

## Technische Ausführung
Die Treibräder hatten mit 1,866 m einen geringeren Durchmesser als die der P (II), der 1,984 m betrug. Die Achslast betrug 16,4 Tonnen. Das Drehgestell hatte auf jeder Seite eine Blattfeder. Der Kessel besaß einen Schmidt-Überhitzer. Erstmals bei einer dänischen Lokbaureihe wurde der Sandkasten auf dem Kessel montiert und eine Neuerung in Dänemark war der verwendete Ventilregler am Dampfdom. Die Rauchkammertür war spitz. Ein weiteres Merkmal war die zusätzliche Luke unter der Rauchkammertür zur Räumung der selbstleerenden Rauchkammer.
Bei der Lieferung wurden die Frontlaternen mit Öl betrieben, die im Ersten Weltkrieg durch Gaslampen ersetzt wurden. Zwischen 1952 und 1956 erhielten alle Maschinen Generatoren für die elektrische Beleuchtung. Die Saugluftbremse mit Klötzen wurde zwischen 1939 und 1941 durch eine Druckluftbremse ersetzt. Die acht in der Schweiz gebauten Lokomotiven hatten ursprünglich Stahlfeuerbüchsen, die sehr bald durch Kupferfeuerbüchsen ersetzt wurden.
Ab 1932 wurden Windleitbleche montiert. In der Nachfolgezeit wurde nur noch wenig an den Loks geändert. Bei einigen Tendern (R 948: 1941) wurde der Wasservorrat zugunsten der Kohle vergrößert.

## Einsätze
Die Lokomotiven fuhren Reisezüge auf den Strecken Randers–Aarhus, Aarhus–Fredericia und bis zur deutsch-dänischen Grenze nach Vamdrup. Ab 1920 wurden sie auf Fünen eingesetzt und bedienten zudem die Strecke Randers–Aalborg. Fallweise wurden sie vor Güterzügen eingesetzt. Von 23. April 1935 bis 1939 wurden R 934–936 und R 945 in den 1. Distrikt nach Seeland zum Betriebswerk in Korsør sowie R 947 nach Københavns Godsbanegård (Gb) umbeheimatet. Sonst waren sie im 2. Distrikt im 3. Kreis mit Sitz in Aarhus für Einsätze in Jütland und auf Fünen beheimatet.

## Unfälle
- Am 7. November 1935 fuhr bei Gøderup, südlich von Roskilde, R 945 als Zugmaschine für einen Güterzug in den hinteren Teil eines Güterzuges.
- Am 13. Juni 1942 verunfallte die gleiche Maschine bei einer schweren Kollision mit einem Güterzug am Bahnhof Lunderskov erneut. Neben dem Lokführer wurden ein Bremser und zwei deutsche Soldaten getötet. Bei einer Sabotageaktion am 3. März 1945 wurde die Lokomotive bei Sommersted sowie am 19. April 1945 bei einem alliierten Luftangriff in Padborg beschädigt.

## Verbleib
Die ersten Fahrzeuge wurden 1958 ausgemustert. Die letzten Lokomotiven waren R 947 und R 953, die 1972 sowie R 946, die 1978 ausgemustert wurden. Nach mehr oder weniger langer Abstellzeit wurden sie dann verschrottet.
Die Tender der R 936 und R 938 wurden 1971 von der Centralværkstedet København in den Specialvogn 115 (Schneepflug, Standort Padborg, ausgemustert 1975) und Specialvogn 116 (Schneepflug, Standort Fredericia, ausgemustert 1975) umgebaut.

## Museumslokomotive R 946
Am 2. November 1951 fuhren in Brørup in der Vejen Kommune frontal die R 946 und die PR 904 ineinander. Ein Heizer verlor sein Leben. PR 904 wurde in der Centralværkstedet København verschrottet, die R 946 konnte in der Centralværkstedet Aarhus repariert werden. Die Antriebsräder von PR 904 stehen als Denkmal heute im Bahnhof von Brøndbyøster, Groß-Kopenhagen.
Die Reparatur nach dem Unfall 1951 dauerte vom 19. November 1951 bis zum 30. Mai 1952. Nach einer Abstellung in Esbjerg vom 30. Mai 1957 bis 11. April 1958 hat R 946 am 28. Juli 1958 eine S-Untersuchung erhalten, bei der eine Kesseluntersuchung enthalten war. Die Untersuchungsfrist, in der zwischendurch eine Abstellzeit in Padborg vom 17. Januar 1962 bis 24. Mai 1963 zu verzeichnen war, reichte bis zum 28. Juli 1966 und wurde bis zum 28. Juli 1969 verlängert, eine weitere Verlängerung war nicht möglich. Dann kam die Lokomotive in den Museumsbestand.
Die Laufleistung nach dem Unfall betrug bis 1969 522.200 km. Die höchste Jahresleistung wurde im Geschäftsjahr 1953/54 mit 87.131 km bei einem Höchstwert von 10.500 km im August 1953 erreicht.
Die R 946 gehört zum Bestand des Danmarks Jernbanemuseum in Odense. Nach neueren Plänen des Museum sollen aus Kostengründen von den rund 300 aufbewahrten historischen Eisenbahnfahrzeugen die Hälfte verschrottet werden. Darunter ist auch die R 946. Hintergrund dieser Entscheidung ist die Meinung des Eisenbahnmuseums, dass die in Dänemark gebaute Dreizylinderlokomotive R 963 erhalten werden und die R 946 als Ersatzteilspender verwendet werden soll. Zudem sollen von jeder Epoche nur die wichtigsten Fahrzeuge im Museumsbestand bleiben. Von der Erhaltung jeder noch vorhandener Baureihe soll Abstand genommen werden.
2018 wurde die Lokomotive zerlegt und verschrottet.